# Decauville-Straßenbahn von Bathurst
| Einbetonierte Decauville-Gleise entlang eines Entwässerungskanals Wellington Street mit zweigleisiger Strecke rechts und links eines Kanals Kipplore an der Kreuzung von Blucher Street und Albion Square    |                     |                                             |                                             |
| Kartenskizze mit Streckenverlauf, War Office, März 1909 |                     |                                             |                                             |
| Streckenlänge: | 1,9 km              |                                             |                                             |
| Spurweite: | 600 mm (Schmalspur) |                                             |                                             |
| |                     |                                             |                                             |
| \| \| 0 \| The Marina (heute Marina Parade) \| The Marina (heute Marina Parade) \| \| \| \| \| \| \| \| 1,9 \| Wellington Street (heute Liberation Avenue) \| Wellington Street (heute Liberation Avenue) \| |                     |                                             |                                             |
| Kopfbahnhof Streckenanfang (Strecke außer Betrieb) | 0                   | The Marina (heute Marina Parade)            | The Marina (heute Marina Parade)            |
| Strecke (außer Betrieb) |                     |                                             |                                             |
| Kopfbahnhof Streckenende (Strecke außer Betrieb) | 1,9                 | Wellington Street (heute Liberation Avenue) | Wellington Street (heute Liberation Avenue) |

Die Decauville-Straßenbahn von Bathurst war eine von 1907 bis Mitte der 1950er Jahre von Hand betriebene, 1,9 km lange Decauville-Straßenbahn in Bathurst in Britisch-Gambia (seit 1973 Banjul, Hauptstadt des westafrikanischen Staates Gambia).

## Geschichte
Die Kaufleute von Bathurst wollten in Zusammenarbeit der Kolonialverwaltung auf den Hauptstraßen der Stadt ein Decauville-Straßenbahnsystem  verlegen. Die Kaufleute wollten Waren schneller und einfacher transportieren, und die Kolonialverwaltung hoffte den Verkehrsfluss in der ganzen Stadt durch die Beschränkung auf amtlich genehmigte Straßenbahnlinien zu regulieren.
Die ersten Straßenbahngleise wurden 1907 in der Wellington Street verlegt, die entlang der Küste verlief und in der sich die Kaufhäuser befanden. Die Kaufleute und die Kolonialverwaltung einigten sich im Dezember 1907 darauf, die Kosten 50/50 zu teilen. 1908 beschlossen die Kaufleute jedoch, sich von der Teilfinanzierung der Instandhaltung der Straßenbahn zurückzuziehen, und schlugen vor, dass die Kolonialverwaltung für die Instandhaltung aufkomme, indem sie ihre Nutzung besteuere, was die Kolonialverwaltung daraufhin mit der Straßenbahnverordnung von 1908 auch tat.
Zuerst wurde geschätzt, dass 900 £ erforderlich seien, um die Gleise zu verlegen, und danach 70 £ pro Jahr, um sie instandzuhalten, aber nach einem Jahr der Verlegung forderte die Verwaltung weitere 1200 £. Ohne das ursprünglich versprochene Kapital der Kaufleute konnte nicht genügend Geld für die Straßenbahn aufgebracht werden, so dass sich die Bautätigkeit verlangsamte. Mangels finanzieller Mittel versuchten die Ingenieure, Kosten einzusparen, indem sie die Schienen auf der Straßenoberfläche verlegten, anstatt sie einzubetonieren. Auf lange Sicht waren die Schienen dadurch sehr viel höherem Verschleiß ausgesetzt, aber der Kolonialverwaltung fehlte das Geld, das erforderlich gewesen wäre, um ein in Beton eingelassenes Gleisnetz fertigzustellen.
Als 1909 die ersten Lastwagen in Bathurst aufkamen, vergrößerte sich der Unwille der Kaufleute, die Straßenbahn finanziell zu unterstützen. Die Straßenbahn stellte zwar eine Verbesserung gegenüber dem Einsatz von Handwagen und dem Tragen von Waren auf dem Kopf dar, aber sie war Geschwindigkeit und Effizienz der Lastwagen nicht gewachsen.
Im Jahr 1938 befand sich die Straßenbahn in einem „beklagenswertem Zustand“: Die Schienen und Schwellen waren bereits an vielen Stellen gebrochen, aber der Kolonialverwaltung fehlten die Mittel, um neue, schwerere Gleise zu verlegen, die das Transportaufkommen hätten bewältigen können.
Der amtierende Direktor für öffentliche Arbeiten wollte am 11. Juni 1928 die Straßenbahnlinien abschaffen und die Decauville-Loren durch Lastwagen ersetzen. Die Zollbehörde erkannte jedoch, dass dadurch ihre Forderung nach Erhebung von Transport-Zöllen unmöglich würde. Sie befürchtete, dass ohne die Straßenbahnlinien die Händler mit ihren Handkarren in alle Richtungen fahren, Waren der Verzollung entgehen und die Diebstähle steigen würden. Aus Angst vor einem solchen Chaos beschloss die Kolonialverwaltung, die Straßenbahnlinien beizuhalten und durch Registrierung und Inspektion der Loren zusätzliches Geld aufzubringen.  Das Straßenbahnsystem wurde mindestens bis Mitte der 1950er Jahre betrieben, obwohl sich der Zustand der Gleise nicht verbessert hatte.